# Elżbieta Rosińska
Elżbieta Rosińska (ur. w 1958) – polska akordeonistka, dr hab., profesor zwyczajny Katedry Kameralistyki Wydziału Instrumentalnego Akademii Muzycznej im. Stanisława Moniuszki w Gdańsku.

## Życiorys
Odbyła studia na Akademii Muzycznej im. Stanisława Moniuszki w Gdańsku u Józefa Madanowskiego. Uzyskała stopień doktora habilitowanego, natomiast 19 stycznia 2011 nadano jej tytuł profesora w zakresie sztuk muzycznych.
Została zatrudniona na stanowisku profesora nadzwyczajnego w Międzyuczelnianej Katedrze Akordeonistyki na Wydziale Instrumentalnym Uniwersytetu Muzycznego Fryderyka Chopina i w Katedrze Instrumentów Dętych i Perkusji na Wydziale Instrumentalnym Akademii Muzycznej im. Stanisława Moniuszki w Gdańsku.
Objęła funkcję profesora zwyczajnego Katedry Kameralistyki na Wydziale Instrumentalnym Akademii Muzycznej im. Stanisława Moniuszki w Gdańsku.
W kadencji 2021–2025 członek Rady Dyscypliny Artystycznej Akademii Muzycznej im. Stanisława Moniuszki w Gdańsku.

## Publikacje
- 1996: Mały leksykon akordeonu[1]
- 1997: Muzyka XX wieku w Gdyni[1]
- 1999: Tuba Mirum![1]
- 2003: Akordeonistyka polska - zagrożenia i szanse[1]